# David Samuel (rugbysta)
David Samuel (ur. 29 sierpnia 1869 w Swansea, zm. 15 września 1943 w Killay) – walijski rugbysta, reprezentant kraju.
W trakcie kariery sportowej reprezentował kluby Morriston RFC i Swansea RFC. W walijskiej reprezentacji zadebiutował w Home Nations Championship 1891 wraz z bratem Johnem. Po raz drugi w jej barwach zagrał dwa lata później.